# Ricky Wilson (baloncestista)
Ricky Wilson (Hampton, Virginia, 16 de julio de 1964) es un exjugador de baloncesto estadounidense que disputó una temporada en la NBA, además de jugar en la CBA y la liga alemana. Con 1,91 metros de estatura, jugaba en la posición de base.

## Trayectoria deportiva

### Universidad
Jugó durante cuatro temporadas con los Patriots de la Universidad George Mason, en las que promedió 13,0 puntos, 3,1 rebotes y 3,5 asistencias por partido. En 1984 fue incluido en el mejor quinteto de la Colonial Athletic Association, entonces conocida como Eastern Collegiate Athletic Conference South , y en las dos siguientes lo hizo en el segundo equipo.

### Profesional
Fue elegido en la quincuagésimo segunda posición del Draft de la NBA de 1986 por Chicago Bulls, pero fue despedido antes del comienzo de la temporada, por lo que comenzó su andadura profesional en la CBA. Tras un fallido fichaje con los Seattle SuperSonics, en 1988 firma un contrato por diez días con New Jersey Nets, con los que jugó 6 partidos en los que promedió 3,5 puntos y 1,0 rebotes.
Tras no ser renovado por los Nets, días más tarde firma para el resto de la temporada con los San Antonio Spurs, con los que disputó 18 partidos, uno de ellos como titular, en los que promedió 5,8 puntos y 3,5 asistencias. El resto de su carrera la pasó en diferentes equipos de la CBA, salvo una breve participación en la liga alemana con los Bayer Giants Leverkusen.

## Estadísticas de su carrera en la NBA

### Temporada regular
| Temporada | Edad | Equipo            | Liga | P  | TIT | MIN  | TC  | TCA | %TC  | 3P  | 3PA | %3P   | TL  | TLA | %TL  | R.OF. | R.DEF. | REB | ASIS | ROB | TAP | PER | FP  | PTS |
| 1987-88   | 23   | TOTAL             | NBA  | 24 | 1   | 17.5 | 1.8 | 4.6 | .391 | 0.4 | 1.1 | .385  | 1.2 | 1.7 | .725 | 0.1   | 1.0    | 1.1 | 2.9  | 1.0 | 0.1 | 1.0 | 1.7 | 5.2 |
| 1987-88   | 23   | New Jersey Nets   | NBA  | 6  | 0   | 7.8  | 1.2 | 1.8 | .636 | 0.2 | 0.2 | 1.000 | 1.0 | 1.8 | .545 | 0.2   | 0.0    | 0.2 | 1.0  | 1.0 | 0.0 | 0.7 | 1.0 | 3.5 |
| 1987-88   | 23   | San Antonio Spurs | NBA  | 18 | 1   | 20.7 | 2.0 | 5.5 | .364 | 0.5 | 1.4 | .360  | 1.3 | 1.6 | .793 | 0.1   | 1.4    | 1.4 | 3.5  | 0.9 | 0.2 | 1.2 | 1.9 | 5.8 |
| Total     |      |                   | NBA  | 24 | 1   | 17.5 | 1.8 | 4.6 | .391 | 0.4 | 1.1 | .385  | 1.2 | 1.7 | .725 | 0.1   | 1.0    | 1.1 | 2.9  | 1.0 | 0.1 | 1.0 | 1.7 | 5.2 |

### Playoffs
| Temporada | Edad | Equipo            | Liga | P | TIT | MIN | TC  | TCA | %TC  | 3P  | 3PA | %3P | TL  | TLA | %TL | R.OF. | R.DEF. | REB | ASIS | ROB | TAP | PER | FP  | PTS |
| 1987-88   | 23   | San Antonio Spurs | NBA  | 2 | 0   | 4.5 | 0.0 | 1.0 | .000 | 0.0 | 0.0 |     | 0.0 | 0.0 |     | 0.0   | 0.0    | 0.0 | 0.5  | 0.0 | 0.0 | 0.5 | 1.0 | 0.0 |
| Total     |      |                   | NBA  | 2 | 0   | 4.5 | 0.0 | 1.0 | .000 | 0.0 | 0.0 |     | 0.0 | 0.0 |     | 0.0   | 0.0    | 0.0 | 0.5  | 0.0 | 0.0 | 0.5 | 1.0 | 0.0 |